# Misumenops coloradensis
Misumenops coloradensis är en spindelart som beskrevs av Willis J. Gertsch 1933. Misumenops coloradensis ingår i släktet Misumenops och familjen krabbspindlar. Inga underarter finns listade i Catalogue of Life.